# 江玭
江玭（1413年—？），字用良，浙江杭州府仁和縣人，民籍，明朝政治人物。

## 生平
正統三年（1438年）戊午科浙江鄉試第三十四名舉人，景泰二年（1451年）辛未科進士。授禮科給事中，因彈劾石亨恃寵欺瞞明英宗，而有耿直的名聲。成化年間出為山東布政使司右參議，遷右參政。卒後贈工部右侍郎。

## 家族
祖父江玘；父江通，封禮科給事中。
子江瀾、孫江曉、江暉、曾孫江圻、玄孫江鐸均為進士。